# Toke Talagi
Toke Tufukia Talagi (Alofi, 6 dicembre 1960 – Alofi, 15 luglio 2020) è stato un politico niueano, primo ministro di Niue dal 19 giugno 2008 all'11 giugno 2020.
È stato eletto dall'Assemblea di Niue con 14 voti contro i 5 dello sfidante, il primo ministro uscente Young Vivian.
Talagi ha ricoperto in passato, in diversi momenti, vice primo ministro, ministro delle Finanze, e ministro dell'Educazione. Eletto all'Assembla nel 2002, ottenne alle elezioni del 2005 lo stesso numero di voti del suo sfidante: riuscì a mantenere il seggio solo grazie all'estrazione prevista in caso di parità. È stato poi rieletto per la terza volta nel 2008.
Non esistendo più partiti politici a Niue (l'unico partito dell'isola, il Partito del Popolo di Niue, si è infatti disciolto nel 2003), Talagi è un indipendente.
Talagi è anche presidente della Niue Rugby Football Union di Niue.
Nel 2008 è stato eletto presidente del Forum delle isole del Pacifico.
Nel 2014 viene rieletto per la terza volta, e una quarta nel 2017[2], per poi non essere riconfermato alle elezioni del 2020.
È scomparso nel 2020 all'età di 59 anni dopo una lunga malattia, a seguito della quale era stato a lungo ricoverato per cure mediche in Nuova Zelanda.